# Горець: Кінець гри
Горець 4: Останній вимір (англ. Highlander IV: Endgame) — фантастичний бойовик 2000 року.

## Сюжет
Безсмертні живуть серед людей споконвіку. Коннор і Дункан — одні з них. Вони були свідками зміни епох і сотень історичних потрясінь, але не стали старими і не втратили людських почуттів. Десять років тому Коннор пережив чергову втрату, яка стала для нього останньою краплею: його прийомна дочка Рейчел загинула. Після цього Коннор вирішує знайти спокій в «Притулку» для безсмертних. Але по сліду Коннора йде його старовинний ворог Джейкоб Келл. Одержимий жагою помсти, Келл нарощує сили, щоб убити Коннора за те, що сталося між їхніми родинами ще в XVI столітті. У Коннора є шанс перемогти його, тільки об'єднавши сили зі своїм соратником і другом Дунканом.

## У ролях
| Актор             | Роль                     |
| ----------------- | ------------------------ |
| Крістофер Ламберт | Коннор Маклауд           |
| Едріан Пол        | Дункан Мак-Лауд          |
| Брюс Пейн         | Джейкоб Келл             |
| Ліза Барбуша      | Кейт Девейн Маклауд/Віра |
| Донні Йен         | Джин Кі                  |
| Джим Бернс        | Джо Доусон               |
| Пітер Вінгфілд    | Мітос                    |
| Деймон Деш        | Карлос Деш               |
| Беті Едні         | Хезер Макдональд МакЛауд |
| Оріс Еруеро       | Вінстон Еруеро           |